# Koshelevka
Koshelevka – wymarły rodzaj owadów z rzędu świerszczokaraczanów i rodziny Doubraviidae, obejmujący tylko jeden znany gatunek: Koshelevka megakhosaroides.
Rodzaj ten wprowadzony został w 2015 przez Daniła Aristowa dla pojedynczego gatunku, opisanego w 2004 przez tego samego autora jako Cerasopterum megakhosaroides. Jedynym znanym okazem jest skamieniałość  odnaleziona w rosyjskiej Czekaradzie i pochodząca z piętra kunguru w permie.
Owad ten miał ciało i tylne skrzydło długości 18–19 mm, a przednie skrzydło długości 20–21 mm. Jego duża głowa wyposażona była w duże oczy złożone. Dość małe, poprzeczne przedplecze okalał kwadratowy, z przodu najszerszy pierścień paranotalny. Tylne spośród odnóży były najdłuższe. W użyłkowaniu przedniego skrzydła sektor radialny brał początek pod koniec nasadowej ⅓ skrzydła i na wysokości tego miejsca pole kostalne było nieco szersze od pola subkostalnego. Przednie odgałęzienia żyłki subkostalnej kończyły się na początku odsiebnej ⅓ skrzydła. Pole między żyłkami radialnymi było bardzo szerokie, a pole między żyłkami kubitalnymi rozszerzone u nasady i poprzecinane tylnymi odgałęzieniami przedniej żyłki kubitalnej. Tylne skrzydła cechowała wklęśnięta w części nasadowej krawędź przednia oraz zaczynający się w nasadowej ćwiartce skrzydła sektor radialny. Złożone skrzydła wykraczały poza czubek odwłoka. Samice cechowały się krótkim pokładełkiem.